# Estação Vila Rosali
A Estação Vila Rosali é uma estação de trem administrada pela Supervia, no bairro de mesmo nome, em São João de Meriti. Possui a peculiaridade de estar localizada bem ao lado de dois cemitérios, o Cemitério Israelita de Vila Rosali e o Cemitério Municipal de Vila Rosali.